# Народный комиссариат труда БССР
Народный комиссариат труда Белорусской ССР (бел. Народны камісарыят працы Беларускай ССР) был образован в декабре 1920 года на базе Народного комиссариата труда ЛитБел, а в сентябре 1933 года ведомство было упразднено, его наследником стала Постоянная комиссия по регулированию вербовки рабочей силы при СНК БССР.

## Народные комиссары
- Ефим Борисович Генкин (1920 — 1921);
- Бер Михайлович Оршанский (с декабря 1921 года, был избран на первой сессии ЦВК БССР III-его созыва);
- Мордух Явельевич Миленкий (1922 год);
- Вульф Нодель (18 декабря 1922 — 1924);
- Сергей Сергеевич Ерофеев (9 мая[1] 1924 — 1927);
- Адам Семёнович Славинский (1927);
- Казимир Францевич Бенек (апрель 1927 — 1929);
- Михаил Павлович Гнилякевич (май 1929 — март 1931);
- Абрам Иехилевич Баскин (1931 — 1933).

## Сноски
1. ↑  Собрание узаконений и распоряжений Рабоче-Крестьянского Правительства Белорусской Социалистической Советской Республики. № 22. 23 мая 1925 г. Ст. 204.